# Liste der Stolpersteine in Haslach im Kinzigtal

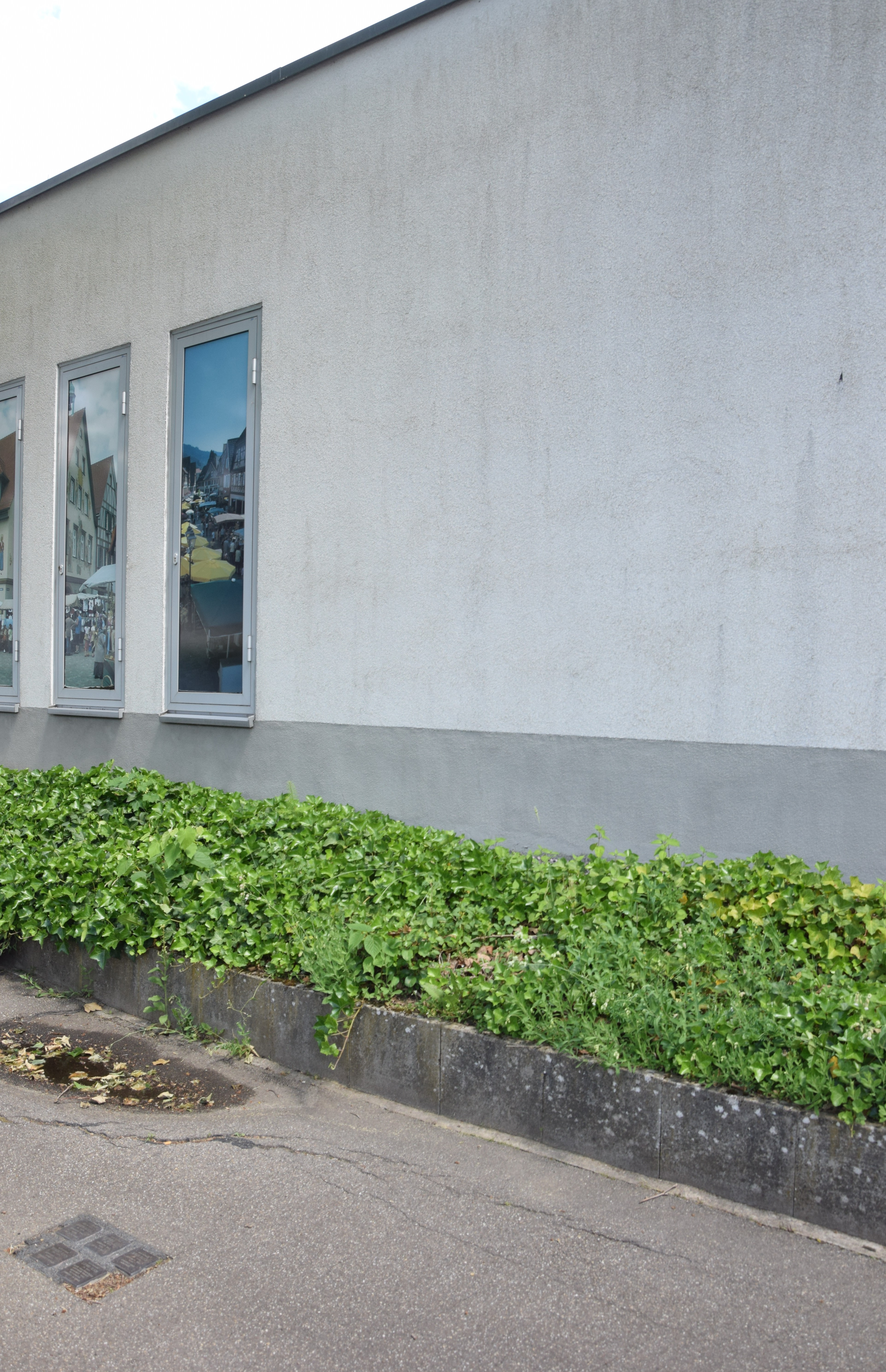
Stolpersteine für Mitglieder der Familie Bloch in der Sägerstraße 20

Die Liste der Stolpersteine in Haslach im Kinzigtal enthält alle Stolpersteine, die von Gunter Demnig in Haslach im Kinzigtal verlegt wurden. Diese sollen an die Opfer des Nationalsozialismus erinnern, die deportiert, ermordet, vertrieben oder in den Suizid getrieben wurden.

## Geschichte
Die 13 Stolpersteine wurden am 19. September  2010 in Haslach im Kinzigtal verlegt.
Ab 1944 entstand in Haslach das KZ-Außenlager Haslach.

## Liste der Stolpersteine
| Stolperstein | Inschrift | Verlegeort            | Name, Leben                                      |
| ------------ | --- | --------------------- | ------------------------------------------------ |
|              | HIER WOHNTE EMMA BERGHEIMER GEB. BLOCH JG. 1883 DEPORTIERT 1940 GURS ERMORDET 1942 AUSCHWITZ                                                                  | Engelstraße 17 ·      | Emma Bergheimer, geborene Bloch (1883–1942)      |
|              | HIER WOHNTE ARTUR BLOCH JG. 1903 DEPORTIERT 1940 GURS ERMORDET 1942 AUSCHWITZ                                                                                 | Sägerstraße 20 ·      | Artur Bloch (1903–1942)                          |
|              | HIER WOHNTE JOSEPH BLOCH JG. 1870 DEPORTIERT 1940 GURS TOT 13.12.1940                                                                                         | Sägerstraße 20 ·      | Joseph Bloch (1870–1940)                         |
|              | HIER WOHNTE JOSEPHINE BLOCH GEB. WERTHEIMER JG. 1876 DEPORTIERT 1940 GURS TOT 14.11.1940                                                                      | Sägerstraße 20 ·      | Josephine Bloch, geborene Wertheimer (1903–1940) |
|              | HIER WOHNTE LUDWIG BLOCH JG. 1906 FLUCHT 1940 FRANKREICH INTERNIERT DRANCY DEPORTIERT 1943 FLOSSENBÜRG ERMORDET 28.2.1945                                     | Sägerstraße 20 ·      | Ludwig Bloch (1906–1945)                         |
|              | HIER WOHNTE SIGMUND BLOCH JG. 1878 DEPORTIERT 1942 SOBIBOR ERMORDET 3.6.1942                                                                                  | Sägerstraße 20 ·      | Sigmund Bloch (1878–1942)                        |
|              | HIER WOHNTE FRITZ MANNHEIMER JG. 1888 DEPORTIERT 1940 GURS FLUCHT 1942 ÜBERLEBT                                                                               | Engelstraße 25 ·      | Fritz Siegfried Mannheimer (1888–1950)           |
|              | HIER WOHNTE ERNST MOSER JG. 1906 EINGEWIESEN 1938 'HEILANSTALT' EMMENDINGEN ERMORDET 15.7.1940 GRAFENECK AKTION T4                                            | Steinacher Straße 9 · | Ernst Moser (1906–1940)                          |
|              | HIER WOHNTE LYDIA MÜLLER GEB. WEIL JG. 1888 DEPORTIERT 1940 GURS ERMORDET 1942 AUSCHWITZ                                                                      | Hauptstraße 48 ·      | Lydia Müller, geborene Weil (1888–1942)          |
|              | HIER WOHNTE FRANZ RUSCHMANN JG. 1910 ZEUGE JEHOVAS MEHRFACH VERHAFTET ZULETZT JULI 1942 KRIEGSDIENST VERWEIGERT ZUCHTHAUS BRANDENBURG HINGERICHTET 17.10.1942 | Hauptstraße 37 ·      | Franz Ruschmann (1910–1942)                      |
|              | HIER WOHNTE WENDELIN SCHILLE JG. 1884 ZEUGE JEHOVAS VERHAFTET 1940 GESTAPOGEFÄNGNIS KARLSRUHE ERMORDET 11.12.1940                                             | Seilerstraße 5 ·      | Wendelin Schille (1884–1940)                     |
|              | HIER WOHNTE JULIUS WEIL JG. 1886 DEPORTIERT 1940 GURS ERMORDET 1942 AUSCHWITZ                                                                                 | Hauptstraße 48 ·      | Julius Weil, geborene Weil (1886–1942)           |
|              | HIER WOHNTE SOPHIE WEIL GEB. BLOCH JG. 1863 DEPORTIERT 1940 GURS ERMORDET 1942 AUSCHWITZ                                                                      | Hauptstraße 48 ·      | Sophie Weil, geborene Weil (1863–1942)           |

## Typische Verlegesituationen

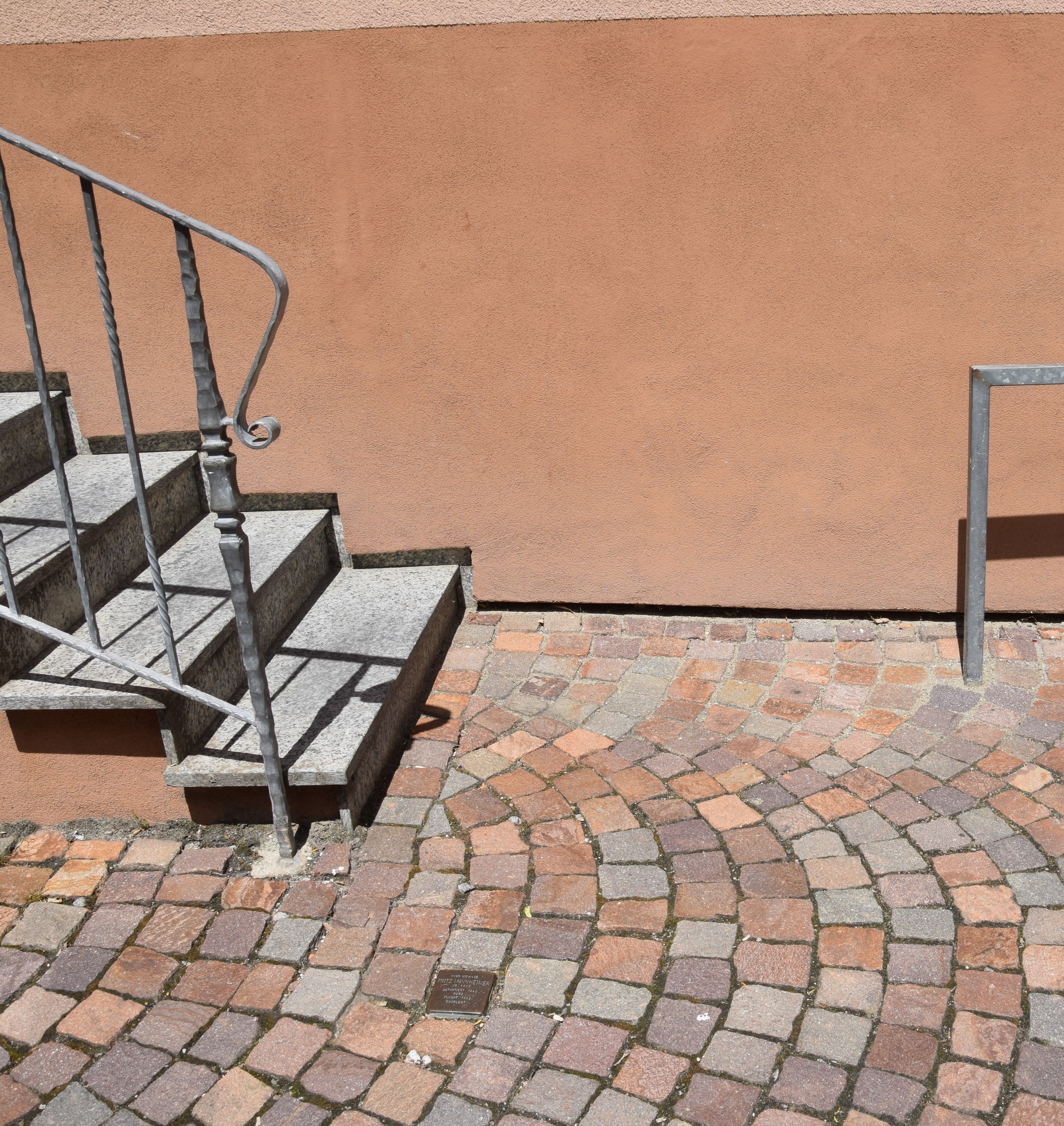
Engelstraße 25
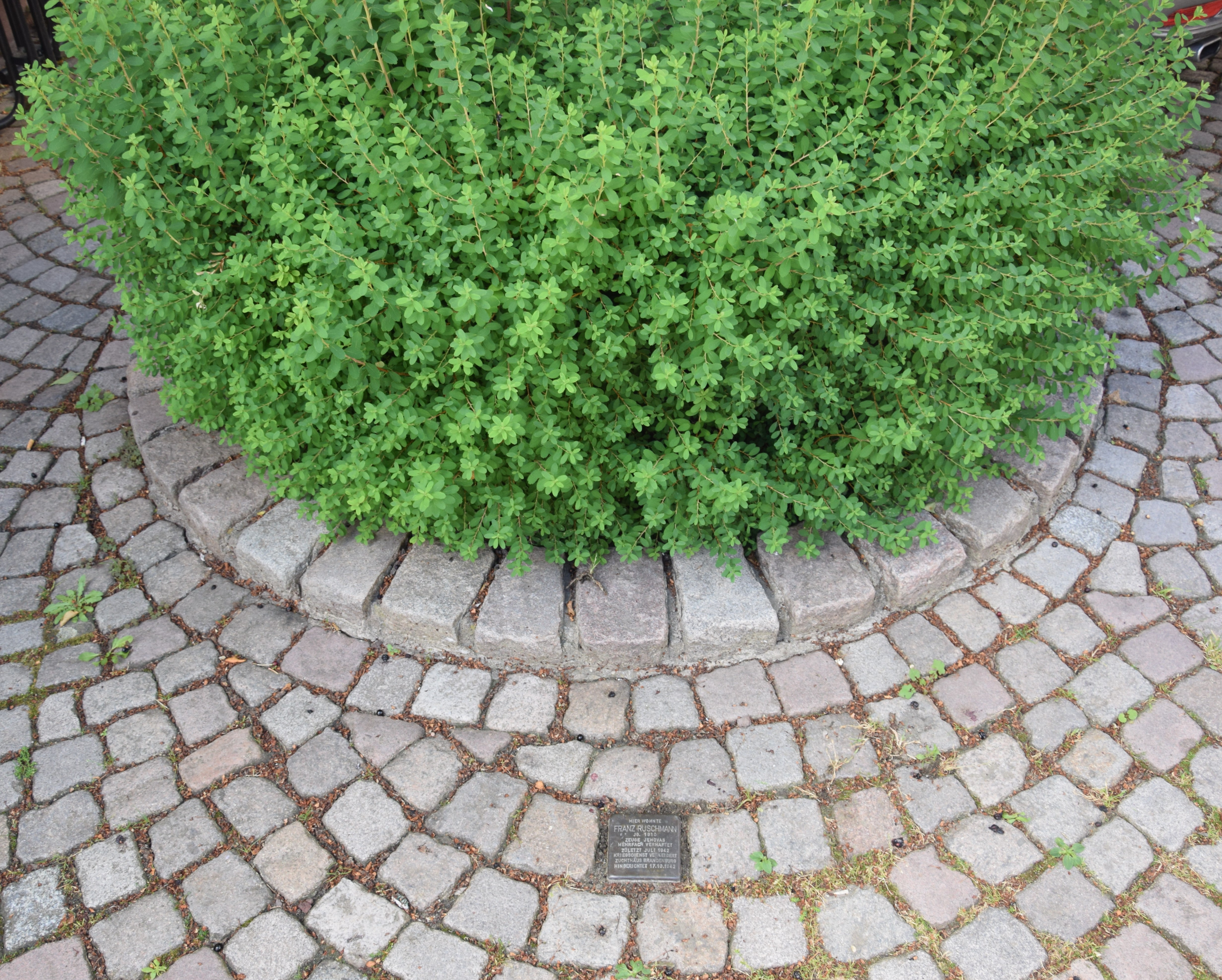
Hauptstraße 37
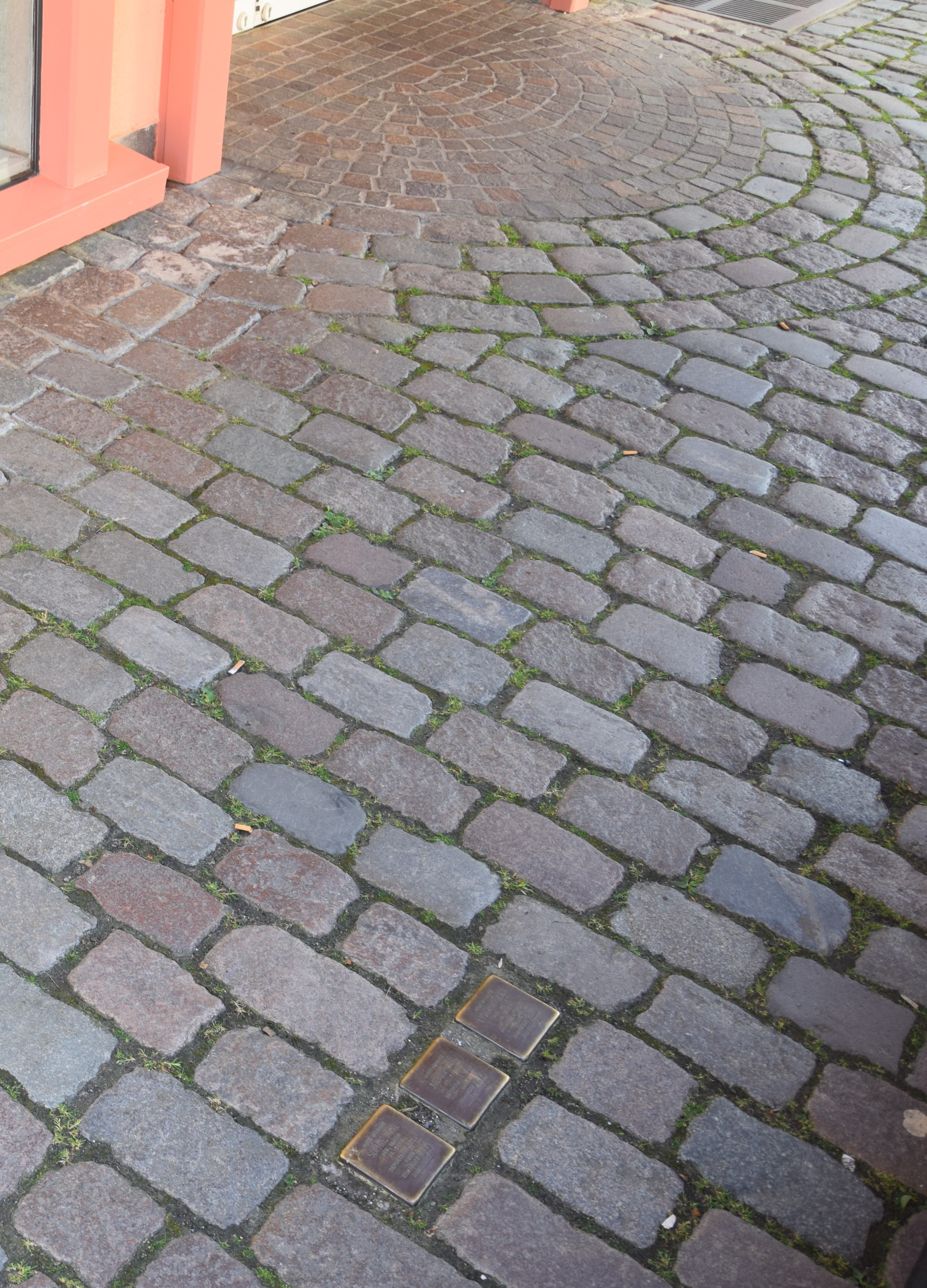
Hauptstraße 48
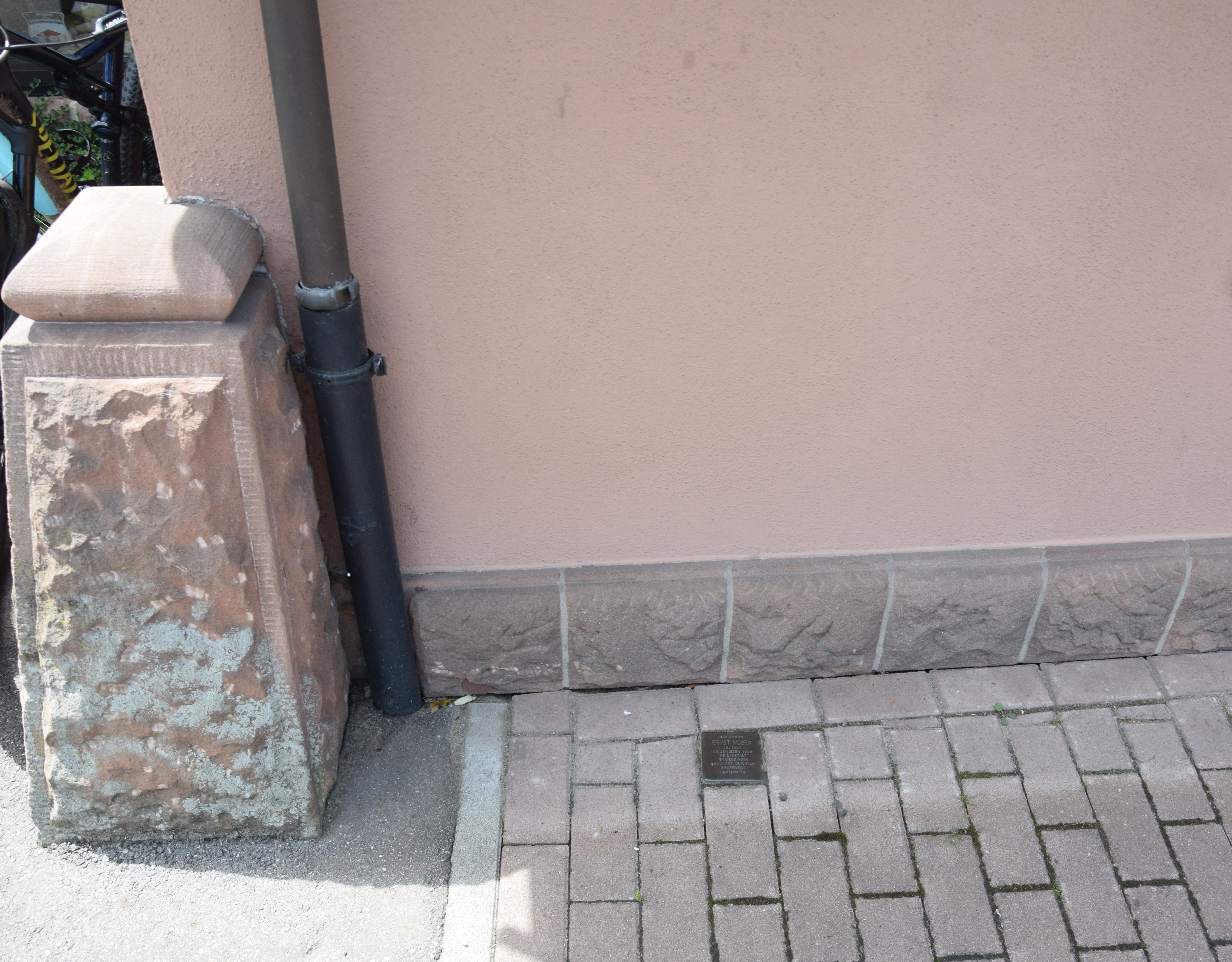
Steinacher Straße 9